# Ватаженский сельсовет
Ватаженский сельсовет — административно-территориальная единица и муниципальное образование (сельское поселение) в Красноярском районе Астраханской области России.
Административный центр — село Ватажное.

## География
Сельсовет расположен на юго-востоке Астраханской области в восточной части поймы реки Бузан. С южной и восточной стороны граничит с Байбекским сельсоветом, на северо-западе — с Красноярским сельсоветом, На юге проходит граница с Володарским районом, а на юго-западе — с Казахстаном. По территории сельсовета проходит международная трасса «Астрахань-Атырау».

## История
Ватаженский сельсовет был образован в 1918 году в составе Марфинской волости.
Статус и границы сельского поселения установлены Законом Астраханской области от 6 августа 2004 года № 43/2004-ОЗ «Об установлении границ муниципальных образований и наделении их статусом сельского, городского поселения, городского округа, муниципального района».
Законом Астраханской области от 1 августа 2016 года сельские поселения село Караозек, Ватаженский сельсовет, Кривобузанский сельсовет объединены в Ватаженский сельсовет с административным центром в селе Ватажное.

## Население
| \| 2010[7] \| 2012[8] \| 2013[9] \| 2014[10] \| 2015[11] \| 2016[12] \| 2017[13] \| \| -------- \| -------- \| -------- \| -------- \| -------- \| -------- \| -------- \| \| 1472 \| ↗1503 \| ↗1513 \| ↗1561 \| →1561 \| →1561 \| ↗4005 \| \| 2018[14] \| 2019[15] \| 2020[16] \| 2021[4] \| \| \| \| \| ↘3953 \| ↘3933 \| ↘3919 \| ↗4075 \| \| \| \| 1000 2000 3000 4000 5000 2010 2016 2021 |       |       |       |       |       |       |
| 2010 | 2012  | 2013  | 2014  | 2015  | 2016  | 2017  |
| 1472 | ↗1503 | ↗1513 | ↗1561 | →1561 | →1561 | ↗4005 |
| 2018 | 2019  | 2020  | 2021  |       |       |       |
| ↘3953 | ↘3933 | ↘3919 | ↗4075 |       |       |       |

Этнический состав
| Национальность | Численность (2010) | Процент |
| -------------- | ------------------ | ------- |
| Казахи         | 2990               | 79,8%   |
| Русские        | 475                | 12,7%   |
| Татары         | 45                 | 1,2%    |
| Ногайцы        | 17                 | 0,5%    |
| Азербайджанцы  | 13                 | 0,3%    |
| Украинцы       | 4                  | 0,1%    |
| Не указана     | 221                | 5,9%    |
| Всего          | 3748               | 100%    |

## Состав
| № | Населённый пункт | Тип населённого пункта       | Население |
| - | ---------------- | ---------------------------- | --------- |
| 1 | Бакланье         | село                         | ↘581      |
| 2 | Ватажное         | село, административный центр | ↗1242     |
| 3 | Долгинский       | посёлок                      | ↘92       |
| 4 | Караозек         | село                         | ↗568      |
| 5 | Кондаковка       | село                         | ↗112      |
| 6 | Кошелевка        | село                         | ↗118      |
| 7 | Кривой Бузан     | село                         | ↘758      |
| 8 | Пушкино          | посёлок                      | ↘329      |

## Местное самоуправление
Главы муниципального образования
- Салкамалиев Рашид Николаевич[1]

## Объекты социальной сферы
На территории села Ватажное находятся: общеобразовательная школа, детский сад, отделение временного и постоянного проживания престарелых и инвалидов, фельдшерско-акушерский пункт, ветеринарный пункт, дом культуры, библиотека.
На территории села Кошелевка находятся: дом культуры, фельдшерско-акушерский пункт, пограничное управление ФСБ по республике Калмыкия и Астраханской области.
На территории села Кондаковка объектов соц. сферы нет.